# 沙栏吓天后宫
沙栏吓天后宫，位于中国广东省深圳市深圳市沙头角街道中英街，为深圳市的一个市、县级文物保护单位，类型为古建筑，公布时间为1988年7月27日。
沙栏吓天后宫的历史年代为清代。